# Monhystrella marina
Monhystrella marina is een rondwormensoort uit de familie van de Monhysteridae. De wetenschappelijke naam van de soort is voor het eerst geldig gepubliceerd in 1964 door Timm.